# Церковь Троицы Живоначальной (Зимёнки)
Церковь Троицы Живоначальной (Троицкая церковь) — церковь Русской православной церкви в деревне Зимёнки-1 городского округа Зарайск Московской области.
Расположена в живописной местности урочища Зименки.

## История
Деревянная Троицкая церковь в сельце Зименки была известна с первой половины XVIII столетия. Она значилась приписной к церкви села Кувшинова и не имела особого причта. В состав этого прихода также входила деревня Лошакова.
В 1907 году в деревне была возведена кирпичная церковь Троицы Живоначальной в русском стиле с приделом Михаила Черниговского. Автор проекта неизвестен.
Богослужения в храме совершались до ареста его настоятеля — отца Михаила Букринского в 1938 году, расстрелянного на полигоне НКВД в Бутово. В мае 1941 года было принято решение о закрытии храма, и он был переоборудован под колхозное зернохранилище. С церкви были сброшены кресты, разрушена главка, разломан иконостас, вывезены иконы и сняты колокола. Позже в здании церкви в течение десятилетий находился сельский клуб.
Вновь церковь Троицы Живоначальной стала действовать после распада СССР, с 1999 года. В настоящее время продолжаются восстановительные работы. Недалеко от церкви расположено до сих пор посещаемое кладбище.
Настоятелем храма является протоиерей Сергий Юрьевич Куделин.